# Ванек, Иржи (гребец)
Иржи Ванек (чеш. Jiří Vaněk) — чехословацкий гребец, выступавший за сборную Чехословакии по академической гребле в конце 1940-х годов. Победитель и призёр первенств национального значения, участник летних Олимпийских игр в Лондоне.

## Биография
Наиболее значимое выступление в своей спортивной карьере совершил в сезоне 1948 года, когда вошёл в состав чехословацкой национальной сборной и благодаря череде удачных выступлений удостоился права защищать честь страны на летних Олимпийских играх в Лондоне. В составе распашного безрульного экипажа-четвёрки, куда также вошли гребцы Вацлав Роубик, Йозеф Шейбаль и Йозеф Калаш, на предварительном квалификационном этапе потерпел поражение от команды Великобритании, уступив на финише почти 15 секунд, тогда как в дополнительном отборочном заезде проиграл более 12 секунд экипажу из Дании — тем самым в полуфинальную стадию не вышел.
После лондонской Олимпиады Ванек больше не показывал сколько-нибудь значимых результатов в академической гребле на международной арене.